# Anomoia alboscutellata
Anomoia alboscutellata es una especie de insecto del género Anomoia de la familia Tephritidae del orden Diptera.

## Historia
Wulp la describió científicamente por primera vez en el año 1899.